# Kanton Thionville-Ouest
Der französische Kanton Thionville-Ouest war von 1985 bis 2015 ein Kanton im Arrondissement Thionville-Est im Département Moselle.
Er bestand aus dem westlichen Teil der Stadt Thionville (der Rest lag im Kanton Thionville-Est).